# Зозовка
Зозо́вка (укр. Зозівка) — село на Украине, находится в Липовецком районе Винницкой области. В селе протекает река Рувуха, притока Соба.
Код КОАТУУ — 0522281201. Население по переписи 2001 года составляет 524 человека. Почтовый индекс — 22521. Телефонный код — 4358. Занимает площадь 3,046 км².
В январе 1944 г. недалеко села произошло одно из крупнейших танковых сражений Второй мировой войны, о чем свидетельствует памятный знак на Танковом поле.
В селе есть церковь, школа I—III ступеней, Дом культуры, библиотека, мельница. Ранее были спиртовой завод и баня.

## Адрес местного совета
22521, Винницкая область, Липовецкий р-н, с. Зозовка, ул. Красноармейская, 1

## Галерея

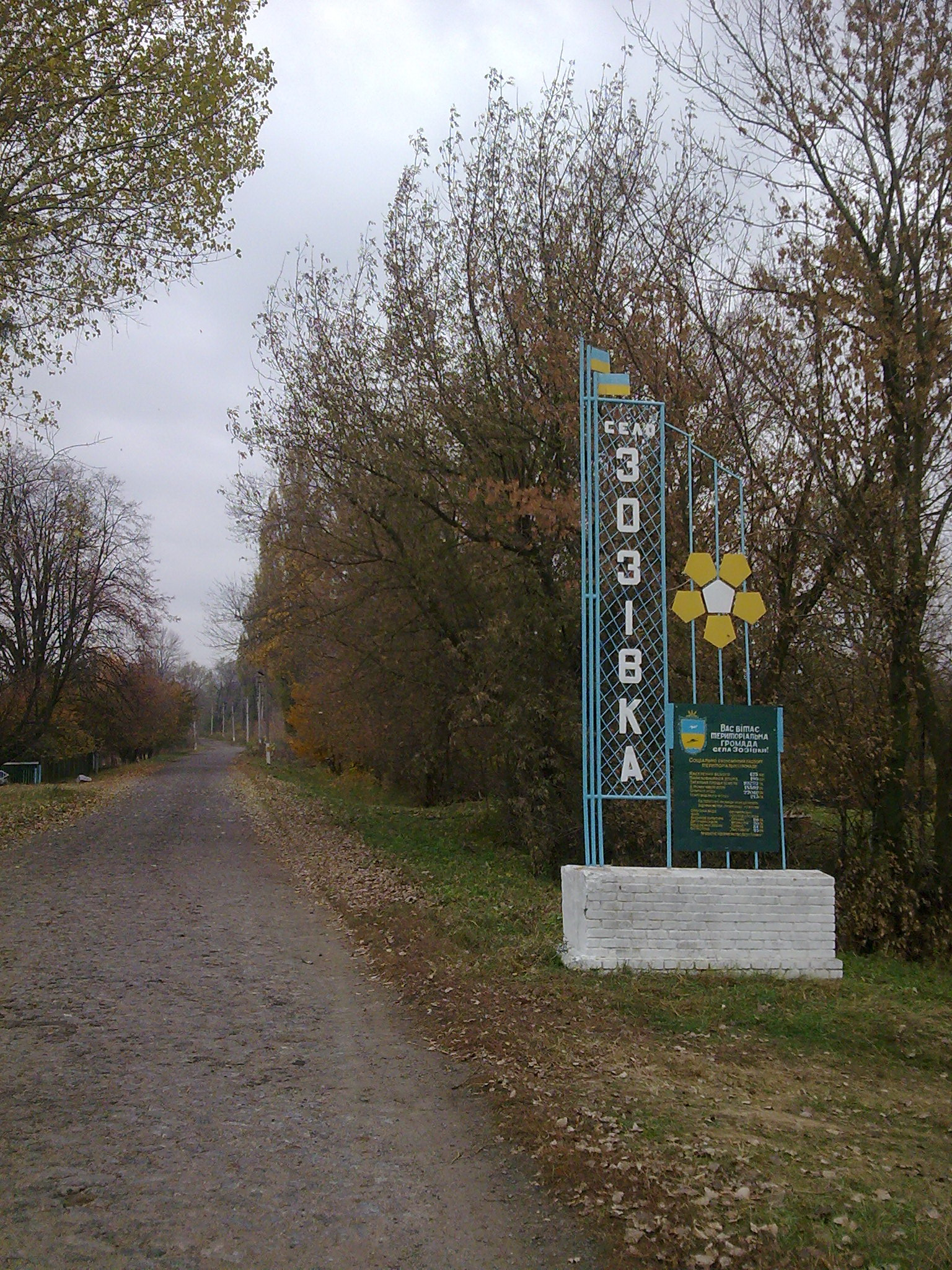
Въездной знак
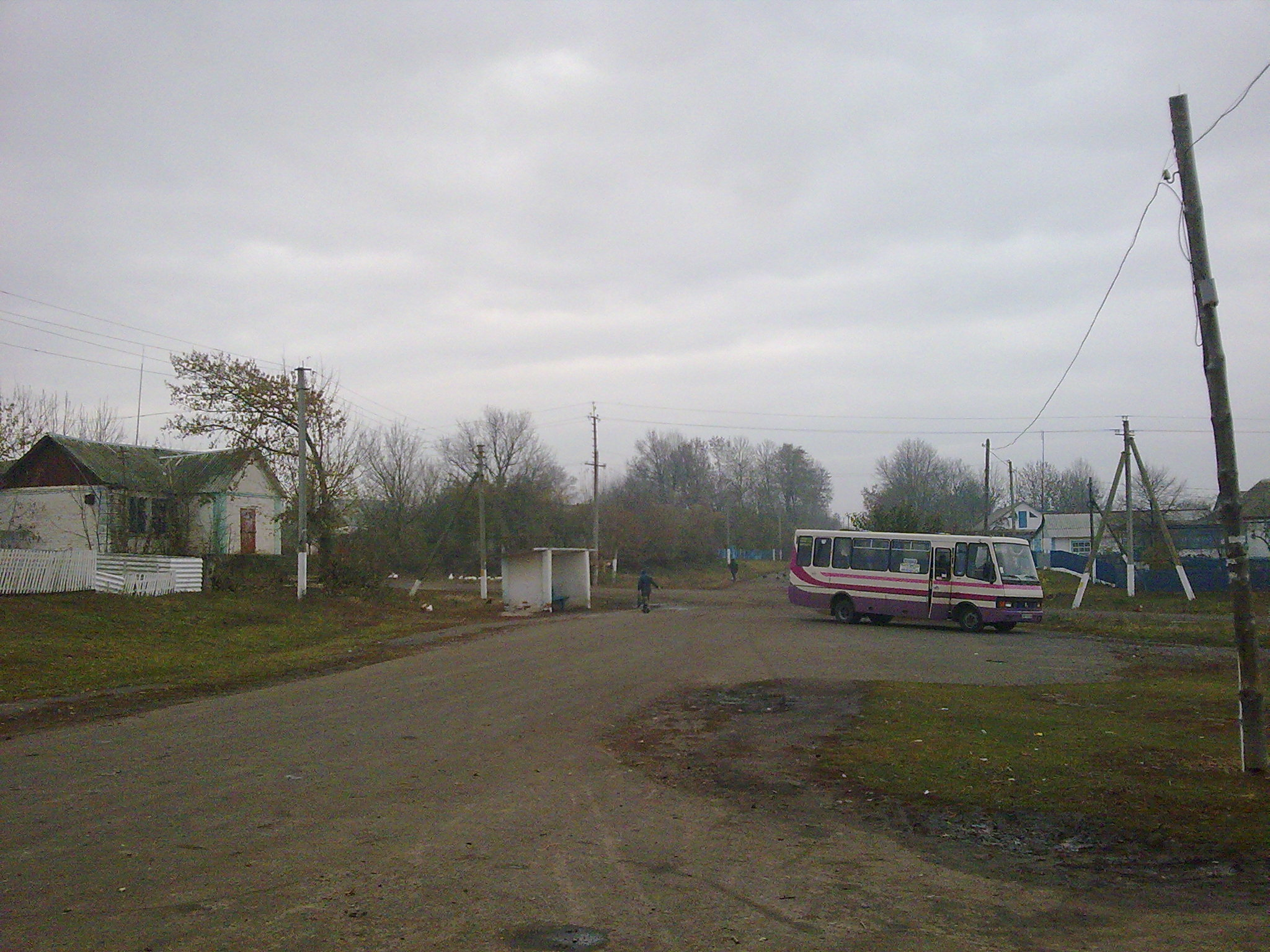
Автобусная остановка
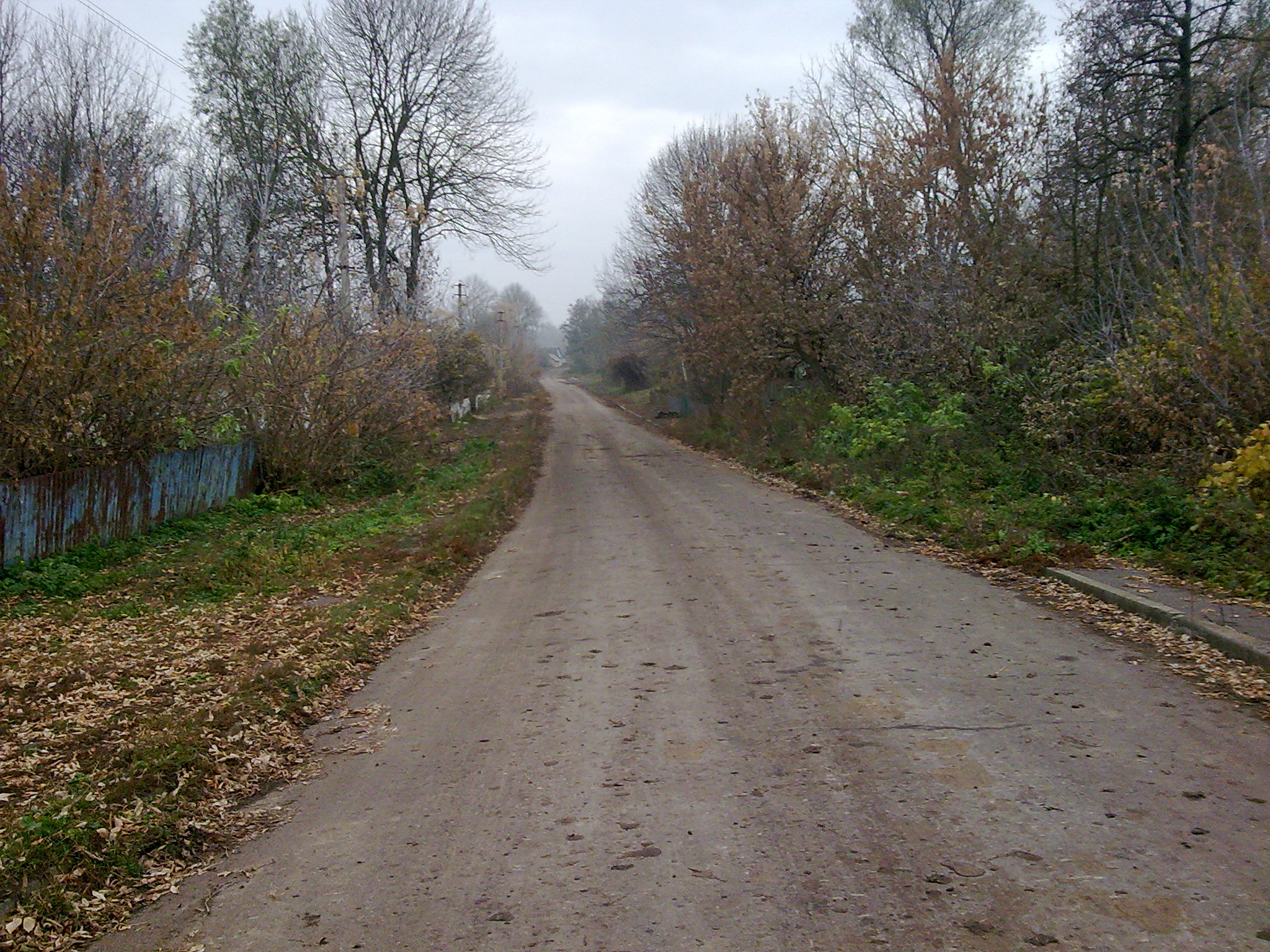
Одна из улиц села
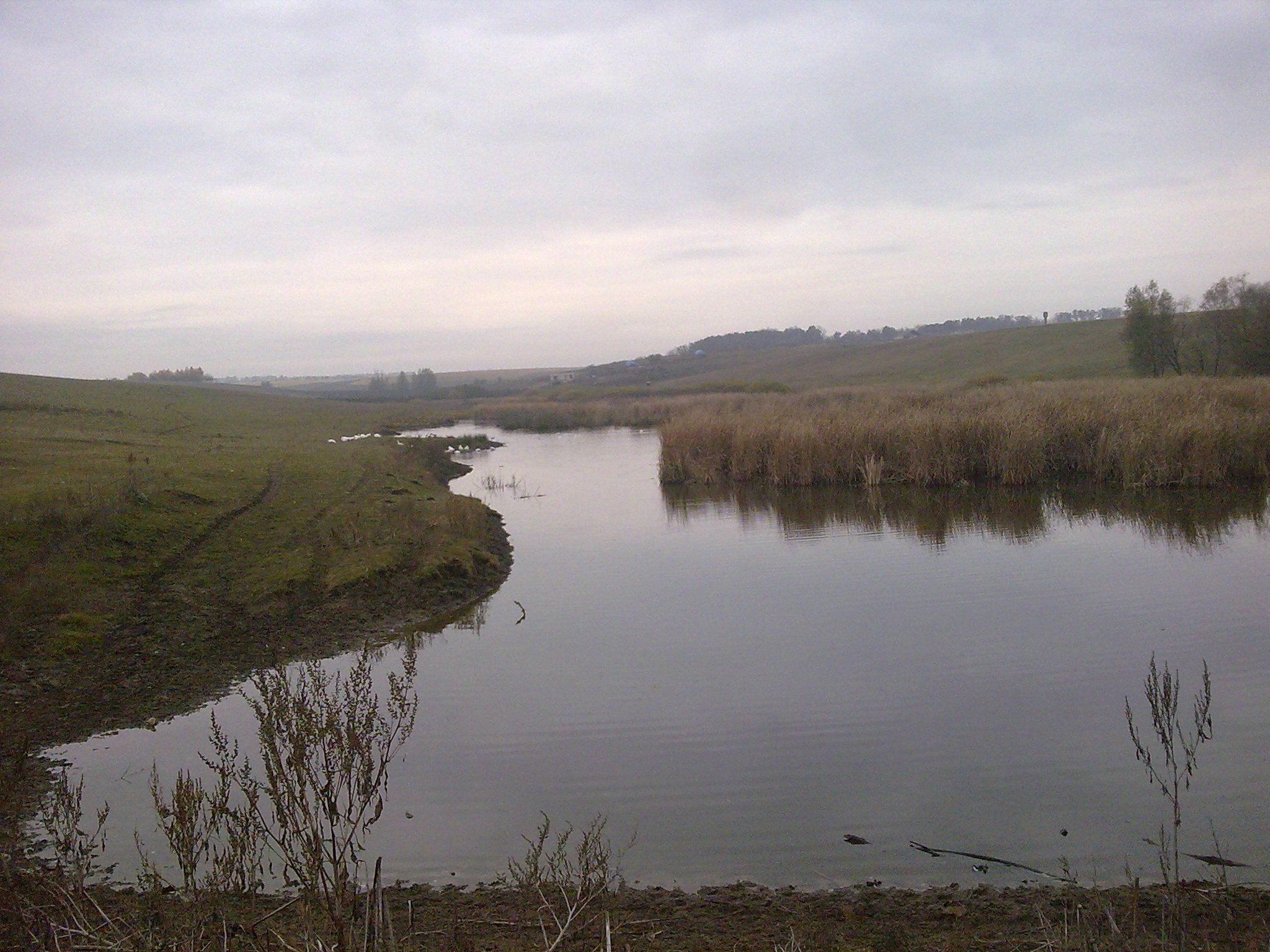
Река
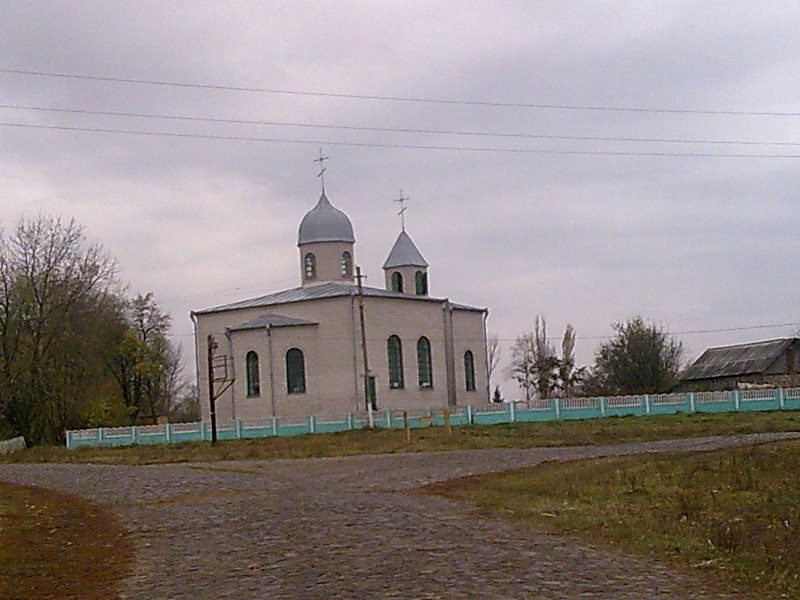
Церковь
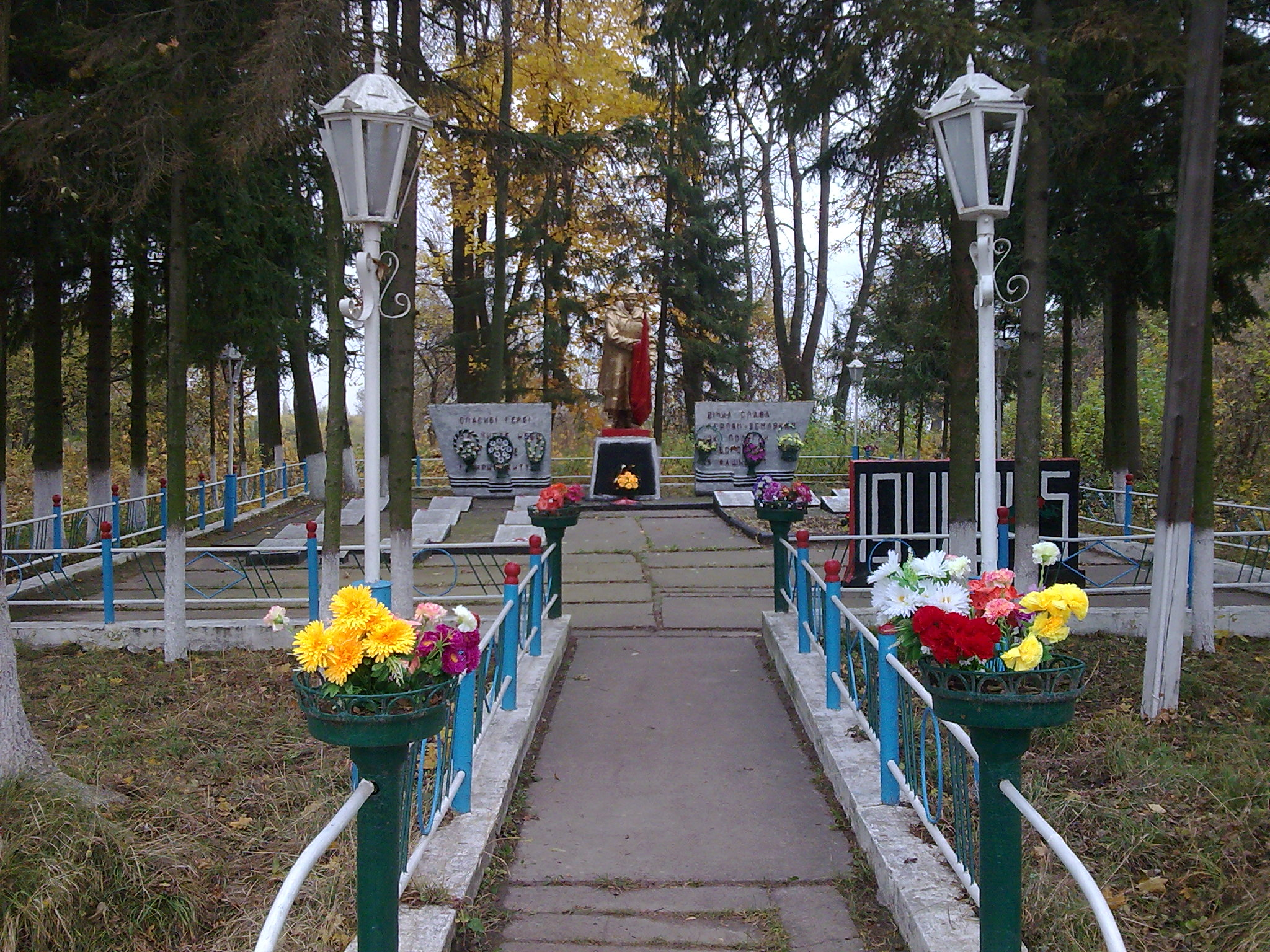
Мемориал воинам Великой Отечественной войны